# Valerius von Saragossa

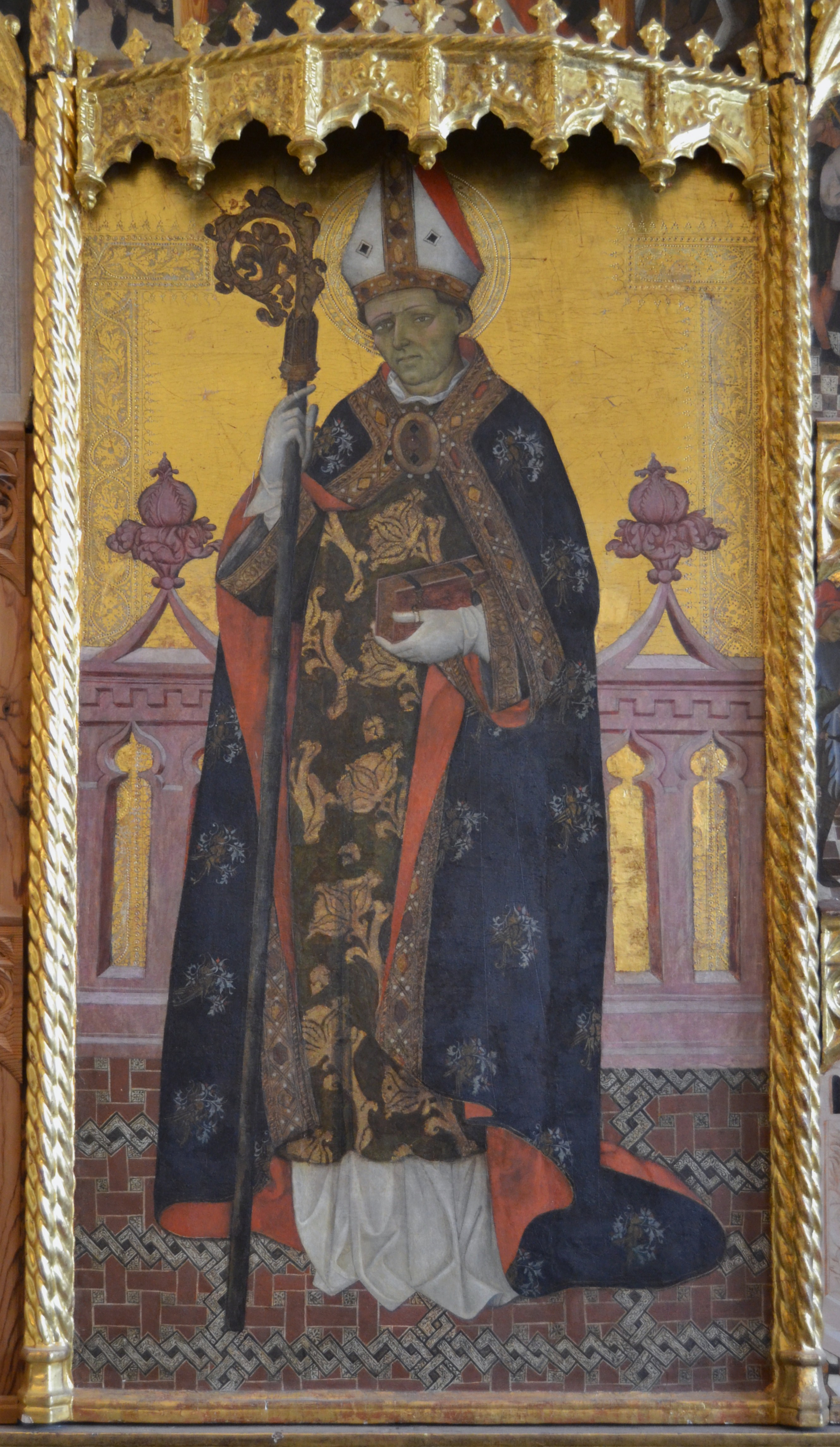
Valerius von Saragossa – Altarbild von Jaume Mateu

Valerius von Saragossa, auch Valero (* in Valencia, Spanien; † 315 in Enate, Aragonien) war Bischof von Saragossa (Caesaraugusta). Das Fest des Heiligen wird in der römisch-katholischen Kirche am 29. Januar gefeiert.

## Leben und Wirken
Prudentius deutet eine Abstammung vom römischen Geschlecht der Valerier an. Valerius nahm an der Synode von Elvira bei Granada (ungewiss, zwischen 300 und 324) teil. Datianus, der Statthalter der Provinz Tarraconensis, ließ ihn 304 zeitgleich mit seinem Archidiakon Vinzenz verhaften und nach Valencia bringen, wo Vincenz das Martyrium erlitt. 
Valerius wurde nach Enate verbannt, wo er starb, ohne nach dem Mailänder Vereinbarung (313) auf seinen Bischofssitz zurückkehren zu können. Beigesetzt wurde er in der Kirche von Estada. 

## Rezeption
Am 20. Oktober 1065 wurden seine Reliquien nach ihrer Wiederauffindung durch Bischof Arnulf von Estada nach Roda de Isábena gebracht (Reliquientranslation). Im Jahr 1170 konnte König Alfons II. die Kopfreliquie für Saragossa erwerben, dessen Patron der Heilige ist. Eine Armreliquie für Saragossa hatte bereits Alfons I. im Jahr 1121 erhalten, nachdem er die Stadt drei Jahre zuvor zurückerobert hatte. Im Jahr 1397 hat Petrus de Luna in Avignon ein silbernes Büstenreliquiar anfertigen lassen, das heute in der Schatzkammer der Kathedrale von Saragossa aufbewahrt wird.
Die ältesten Nachrichten über Valerius finden sich in der Passio Vincentii I aus dem 5. Jahrhundert, während die Legenda Valerii I erst im 12. Jahrhundert nach einer älteren Vorlage aufgezeichnet wurde.

## Verehrung
Mehrere spanische Kirchen tragen (meist zusammen mit dem des Hl. Vinzenz von Valencia) das Patrozinium des Hl. Valerius.